# Staré Hodějovice
Staré Hodějovice település Csehországban, a České Budějovice-i járásban. Staré Hodějovice Roudné, Srubec, Nová Ves, Vidov, Doubravice, Ledenice és České Budějovice településekkel határos. Lakosainak száma 1308 fő (2024. január 1.).

## Népesség
A település lakosságának változását az alábbi diagram mutatja:
| Lakosok száma | 380  | 489  | 998  | 577  | 547  | 823  | 1186 | 1257 | 1310 | 1308 |
|               | 1869 | 1890 | 1921 | 1950 | 1980 | 2001 | 2017 | 2019 | 2022 | 2024 |